# De Blauwe Tijger
De Blauwe Tijger is een conservatieve Nederlandse uitgeverij uit Groningen. Uitgever Tom Zwitser verklaarde in 2017 een tegengeluid te willen bieden met een uitgeverij die niet in de hoek van D66 te situeren valt.

## Geschiedenis
Op 10 juni 2013 startte Tom Zwitser de uitgeverij en gaf in 2014 zijn eigen vertaling uit van Oswald Spengler's De mens en de techniek. Bijdrage aan een filosofie van het leven. In 2015 kwam De Blauwe Tijger in het nieuws met het boek Waarover men niet spreekt van Wim van Rooy. Dit boek raakte in België niet uitgegeven doordat onder meer uitgeverij Pelckmans op het laatste moment de publicatie weigerde.
In 2016 werd De Doofpotgeneraal van Edwin Giltay uitgegeven. Dit boek was in 2015 verboden, maar dit werd in hoger beroep vernietigd. Het Gerechtshof Den Haag oordeelde dat er geen twijfel bestaat over de zorgvuldigheid van het boek en onderschreef het belang van de publicatie voor het publieke debat over de val van Srebrenica. In 2016 verscheen Het legerkamp der heiligen, een dystopie rond massale emigratie van Jean Raspail, vertaald door Jef Elbers, na een Belgische uitgave in 2015 door de aan het Vlaams Belang gelieerde uitgeverij Egmont. In 2017 kwam de uitgeverij in het nieuws na de publicatie van Oorlog is misleiding en bedrog   van Fré Morel (alias Bert van Vondel), De uitgever deed het voorkomen dat hij een verloren restpartij van een overleden auteur had weten te bemachtigen; het bleek echter te gaan om een pseudoniem.

## Auteurs
De Blauwe Tijger geeft nieuwe maar ook oude teksten uit van onder meer de volgende auteurs:
- Henri Baudet
- Antoine Bodar
- Paul Cliteur
- Martin van Creveld
- Miguel de Unamuno
- Peter Hitchens

- Michiel Hoogeveen
- Michelle Marder Kamhi
- Hans Laagland
- Robert Lemm
- Sid Lukkassen
- Douglas Murray

- Rob Mutsaerts
- Nikko Norte
- Kees van der Pijl
- Jean Raspail
- Jan Roos
- Wim van Rooy

- Bassam Tibi
- Teun Voeten
- Bert van Vondel, ook onder het pseudoniem Fré Morel
- Tom Zwitser